# Martin Schneider

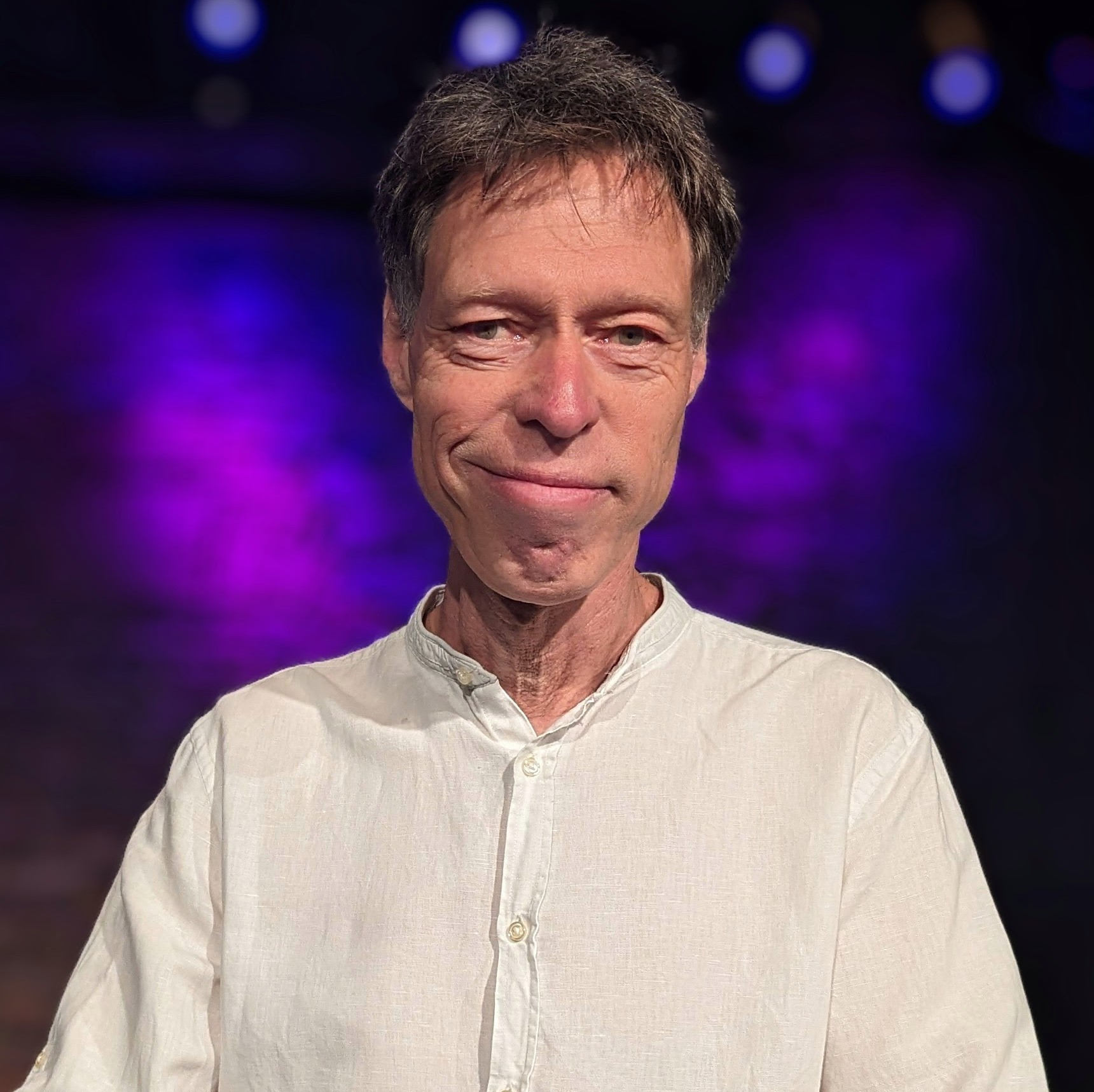
Martin Schneider (2024)

Martin Rudolf „Maddin“ Schneider (* 25. Mai 1964 in Bad Homburg vor der Höhe) ist ein deutscher Komiker, Schauspieler, Sänger und Autor.

## Leben
Martin Schneider wuchs in Burgholzhausen auf, einem Ortsteil von Friedrichsdorf. Mittlerweile lebt er in der Nähe von Marburg. Zunächst absolvierte Schneider ein Praktikum beim Hessischen Rundfunk. Dort machte er erste kabarettistische Versuche. 1990 erhielt er sein erstes Bühnenengagement. Sein erstes Programm hieß: Gell, Sie sind spirituell? Ab 1992 trat er im Quatsch Comedy Club auf, der damals noch ein Theater in Hamburg war. Später war er auch in verschiedenen Fernsehsendungen wie RTL Samstag Nacht und bei Gastauftritten etwa in 7 Tage, 7 Köpfe und Genial daneben zu sehen. Er war festes Mitglied der Comedy Factory (1996/1997) auf ProSieben. Von 2004 bis 2011 war Martin Schneider fester Bestandteil der Sat.1-Comedyshow Schillerstraße. Außerdem spielte er den Zwerg Speedy in dem im Oktober 2004 angelaufenen Kinofilm 7 Zwerge – Männer allein im Wald von Otto Waalkes. Der zweite Teil 7 Zwerge – Der Wald ist nicht genug erschien im Oktober 2006.
Bei seinen Auftritten unter dem Künstlernamen Maddin pflegt Martin Schneider ein übertriebenes Neuhessisch zu sprechen. Die gedehnt ausgesprochenen und eigenwillig betonten Laute sind eine Karikierung des Dialekts und des hessischen Idioms. „Aschebeschär“ (mit stimmhaftem „sch“, für: Aschenbecher) ist auch durch Schneider weiter zum geflügelten Wort geworden. Seine äußeren Markenzeichen sind seine besonders ausgeprägte Gesichtsform, sein langer Hals und sein großes Mundwerk, was ihm den Spitznamen „Der hessische Mick Jagger“ einbrachte (den Rolling Stones-Frontmann verkörperte Martin Schneider wohl auch deshalb 2020 in der ersten Staffel der RTL-Show „Big Performance – Wer ist der Star im Star“, bei der er den dritten Platz belegte).
Martin Schneider veröffentlichte mehrere CDs (Aschebeschär, Sischär Is Sischär!, Raggae Mann, Best Of Maddin) sowie die Bücher Im Bett mit Maddin und Mach mal Hals lang. Seine aktuelle CD hat den Titel „Maddin swingt“ und enthält 9 Songs im typischen „Maddin-Stil“, darunter die bei seinen Liveauftritten besonders beliebten Stücke „Wabbelfleisch“, „Subbär“ und „Denke macht Koppweh“, die auch bei den einschlägigen Audio-Streaming-Diensten abrufbar sind.
Seit 2024 tourte Maddin mit seinem Bühnen-Programm „Schöne Sonndaach!“ durch Deutschland, Österreich und die Schweiz und war in verschiedenen TV-Formaten zu Gast wie in „Stars in der Manege“ (Sat.1), wo er Hüte fliegen ließ, „Wer weiß denn sowas?“ (ARD) oder als komischer Lockvogel in der ARD-Kultsendung „Verstehen Sie Spaß?“. In der Spargelsaison 2024 war Martin Schneider unter anderem mit zahlreichen Radio- und Social-Media-Spots sehr erfolgreich die Werbe-Figur für „Spaschel“ (Spargel) aus Hessen.
Außerdem ist Martin Schneider mit Comedy-Clips wie zu den Themen „Schöne Sonndaach!“, „Häbbi bis unners Käbbi!“ oder die „Spaschel Schnellschpresch-Schällänsch“ u. a. auf verschiedenen Social-Media-Plattformen wie Instagram oder TikTok aktiv, wo er mit bis zu 19 Millionen Aufrufen pro Clip insbesondere auch eine jüngere Zielgruppe erreicht.
Daneben engagiert sich Martin Schneider als Botschafter für die Deutschen Kinderhospiz-Dienste in Frankfurt am Main.

## Filmografie und TV- sowie Werbe-Auftritte (Auswahl)

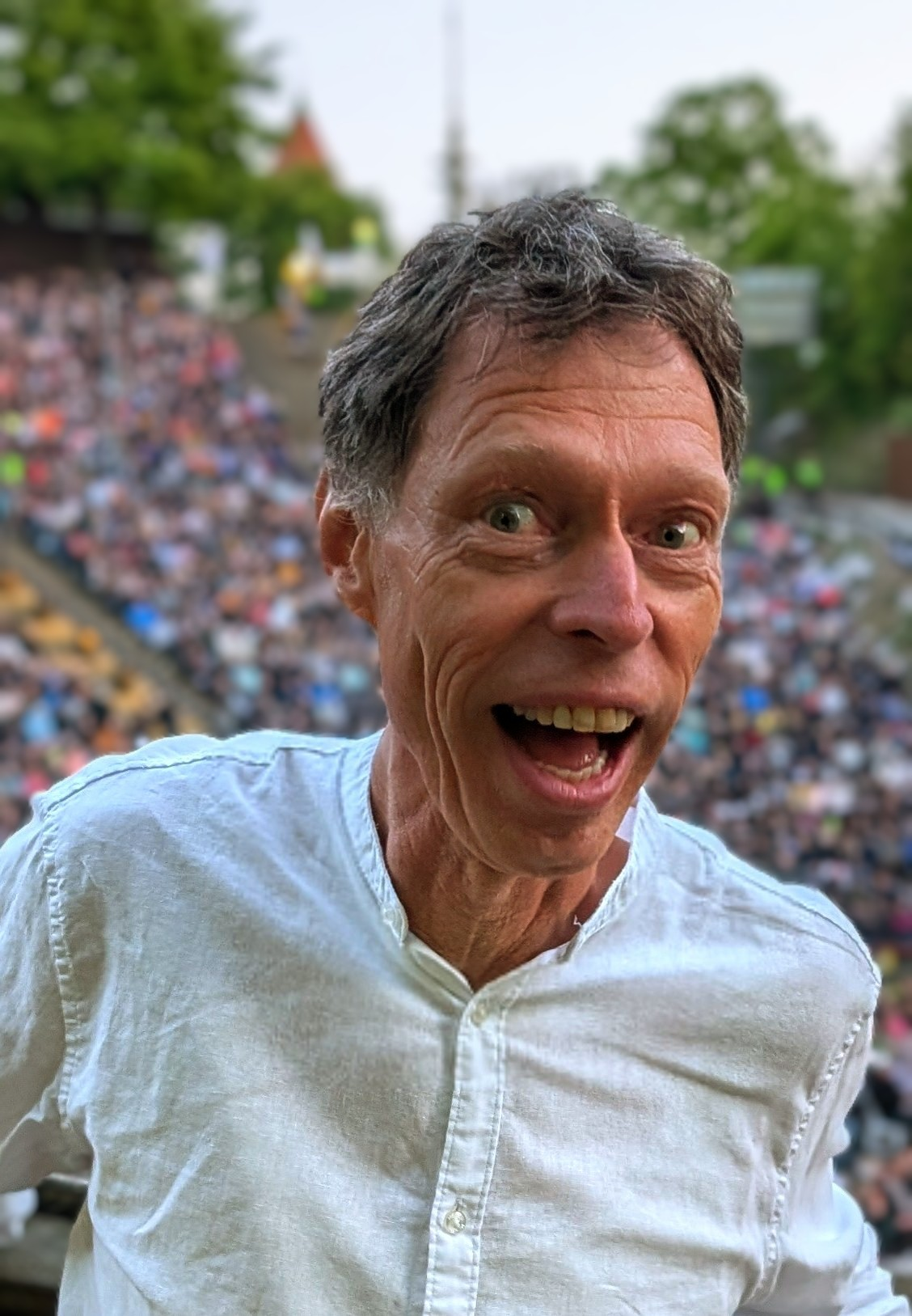
Martin Schneider, 2025

- 1991: Karfunkel, Kindersendung (TV)
- 1996: Comedy Factory (TV)
- 1998: Sommer-Hitparade, Musiksendung (TV)
- 1999: Alles Bob (Filmkomödie)
- 2000: Flashback – Mörderische Ferien (Film)
- 2001: Ausziehn! (Filmkomödie)
- 2002–2005: Quatsch Comedy Club (TV)
- 2003: Sperling – Sperling und der Mann im Abseits (TV)
- 2003–2008: Genial daneben – Die Comedy Arena (26 Folgen) (TV)
- 2004–2011: Schillerstraße, Improvisationsshow (TV)
- 2004: Germanikus (Film)
- 2004: 7 Zwerge – Männer allein im Wald (Filmkomödie)
- 2004: Crazy Race 2 – Warum die Mauer wirklich fiel (TV)
- 2005: Wer wird Millionär – Promi-Special (TV)
- 2006–2009: Pastewka, Gastauftritte (TV)
- 2006: 7 Zwerge – Der Wald ist nicht genug (Filmkomödie)
- 2008: Maddin in Love (TV-Serie)
- 2014: Verbotene Liebe, Gastauftritt in Folge 4575 als Butler „Brutus Stahl“[9] (TV)
- 2014: Der 7bte Zwerg (Filmkomödie – Animationsfilm mit den Original-Schauspielern der Filmreihe als Sprecher)
- 2015: Kartoffelsalat – Nicht fragen! (Filmkomödie)
- 2015: Jetzt wird’s schräg (TV)
- 2017: The Taste – „Promis am Löffel“ (Teilnehmer) (TV)
- 2018: Das große Promibacken (Teilnehmer) (TV)
- 2018–2019: Mord mit Ansage (TV)
- 2019: Genial daneben – Das Quiz (TV)
- 2019: Verstehen Sie Spaß? (als prominenter Lockvogel) (TV)
- 2020: Big Performance – Wer ist der Star im Star? (Teilnehmer) (TV)
- 2021: Comedy Märchenstunde (TV)[10]
- 2024: Stars in der Manege (TV)[11]
- 2024: Verstehen Sie Spaß? (als prominenter Lockvogel für den chinesischen Pianisten Lang Lang[12])(TV)
- 2024: Brennpunkt Beratungscenter (Live-Comedy-Improvisationstheater zusammen mit u. a. Hands of Blood) (twitch.tv)
- 2024: Wer weiß denn sowas? (als prominenter Kandidat im Rate-Team mit Johann König) (TV)
- 2024: Gerolsteiner Aufforstungs-Kampagne 2024 (als Darsteller für Clips auf Social-Media-Plattformen wie TikTok)
- 2025: MaiThink X – Die Show (Staffel 8 - Folge: Big Pharma - Das Milliardengeschäft)
- 2025: Der Kalkberg tobt Bad Segeberg[13]

## Hörspiele
- 2013: E. M. Cioran: Vom Nachteil, geboren zu sein – Regie: Kai Grehn (Hörspiel – SWR)
- 2018: Josef Göhlen: Bill Bo und seine Bande (Staffel 1–2, als Bill Bo) – Hörspielfassung und Regie: Tommy Krappweis (Audible Original)

## Diskographie
- 1997: Aschebeschär
- 2001: Sischär Is Sischär!
- 2003: Raggae Mann
- 2003: Best of Maddin
- 2006: Maddin Live!
- 2021: Maddin swingt

## Auszeichnungen
- 2005: Deutscher Comedypreis für Schillerstraße
- 2005: Deutscher Comedypreis für 7 Zwerge – Männer allein im Wald
- 2006: Zeck-Kabarettpreis – Homepagepreis Net-Zeck
- 2006: Romy für Schillerstraße
- 2007: Deutscher Comedypreis für 7 Zwerge – Der Wald ist nicht genug